# Řídeč
Řídeč település Csehországban, a Olomouci járásban. Řídeč Paseka, Komárov, Šternberk és Mladějovice településekkel határos. Lakosainak száma 189 fő (2024. január 1.).

## Népesség
A település lakosságának változását az alábbi diagram mutatja:
| Lakosok száma | 320  | 269  | 255  | 192  | 179  | 161  | 203  | 192  | 198  | 189  |
|               | 1869 | 1890 | 1921 | 1950 | 1980 | 2001 | 2017 | 2019 | 2022 | 2024 |